# لويز ماكلروي
السيدة آن لويز ماكلروي، الحاصلة على رتبة الإمبراطورية البريطانية وزمالة الكلية الملكية لأطباء النساء والتوليد (11 نوفمبر 1874 - 8 فبراير 1968)، والمعروفة باسم لويز ماكلروي، كانت طبيبة بريطانية متميزة من أصل أيرلندي، متخصصة في أمراض النساء والتوليد. كانت أول امرأة تحصل على درجة دكتورة في الطب وتصبح طالبة باحثة في جامعة غلاسكو. كانت أيضًا أول أستاذة جامعية في الطب في المملكة المتحدة.

## نشأتها وتعليمها
ولدت ماكلروي في 11 نوفمبر عام 1874 في لافين هاوس، مقاطعة أنترم (أيرلندا الشمالية حاليًا). كان والدها جيمس طبيبًا عامًا في باليكاسل. في عام 1894، اجتازت امتحان القبول في جامعة غلاسكو لدراسة الطب وحصلت على بكالوريوس الطب والجراحة في عام 1898. في عام 1900، حصلت على درجة دكتورة في الطب مع شهادة تقدير. خلال دراستها، فازت بجوائز صفية في الطب وعلم الأمراض.

## حياتها المهنية
بعد التخرج، سافرت للعمل في جميع أنحاء أوروبا حيث تخصصت أيضًا في أمراض النساء والتوليد، وحصلت على إجازة جامعية في القبالة في أيرلندا عام 1901. كان منصبها الأول جرّاحة مقيمة في مستشفى ساماريتان للنساء في غلاسكو عام 1900، تلاها منصب جراحة أمراض النساء في مستوصف فيكتوريا في غلاسكو من عام 1906 حتى عام 1910. واصلت دراستها وحصلت على درجة الدكتوراه في العلوم من جامعة غلاسكو في عام 1910. في عام 1911، تولت منصب المساعدة الأولى للأستاذ جاي. إم. مونرو كير، الذي كان رئيس قسم تدريس أمراض النساء والتوليد في الجامعة.
عند اندلاع الحرب العالمية الأولى، عرضت هي وغيرها من خريجات الطب خدماتهن للحكومة. رُفضن بحجة أن «ساحة المعركة .. [لم تكن] مكانًا مناسبًا لتواجد النساء». قررن إنشاء مستشفى النساء الاسكتلندي للخدمة الخارجية. قادت وحدتي غيرتون ونيونهام في المستشفى في دومين دي شانتيلوب، سانت سافين، بالقرب من تروا في فرنسا قبل ترحيلها إلى صربيا، وبعد ثلاث سنوات، سالونيك.
خلال فترة وجودها في سالونيك أنشأت مدرسة لتدريب الممرضات للفتيات الصربيات وأشرفت على إنشاء مركز جراحة العظام الوحيد في الجيش الشرقي. أنهت خدمتها الحربية جرّاحةً في مستشفى الفيلق الطبي بالجيش الملكي في القسطنطينية.
في عام 1921، تعينت في مستشفى رويال فري في لندن شاغلةً منصب استشارية في أمراض النساء والتوليد. كانت أول امرأة تتولى منصب أستاذة جامعية في أمراض النساء والتوليد في مدرسة لندن للطب للنساء، لتصبح بذلك أول امرأة تتعين أستاذة جامعية في الطب في المملكة المتحدة.
في 7 يوليو عام 1921، ألقت ماكلروي مقالة بحثية لها في جمعية الطب الشرعي في لندن. قالت فيها إن «الطريقة الأكثر ضررًا [لمنع الحمل] التي اختبرتها هي الكعكة المهبلية». سمع الطبيب هاليداي ساذرلاند حديثها واقتبس منه لاحقًا في كتابه «تحديد النسل» عام 1922. عندما رفعت ماري ستوبس دعوى قضائية ضد الدكتور ساذرلاند بتهمة التشهير بسبب تصريحاته في الكتاب، شهدت ماكلروي دفاعًا عنه.
تقاعدت في عام 1934، على حد تعبيرها «لتحظى ببضع سنوات من الحرية» رغم استمرارها في ممارسة عملها الخاص في هارلي ستريت ومستشفيات وعيادات أخرى في جميع أنحاء لندن. عند اندلاع الحرب العالمية الثانية، خرجت عن وضعية شبه التقاعد للعمل مستشارة لخدمة الأمومة في مجلس مقاطعة باكينغهامشير. كانت أيضًا طبيبة التوليد الأولى في مستشفى الولادة لزوجات الضباط، فولمر تشيس.
كانت نشطة في العديد من الجمعيات الطبية المهنية: بلغ اهتمامها بالمسائل القانونية الطبية ذروته عندما أصبحت رئيسة جمعية الطب الشرعي في لندن؛ وفي الرابطة الطبية البريطانية، كانت نائبة رئيس قسم أمراض النساء والتوليد في الأعوام 1922 و1930 و1932؛ وعضو في الهيئة التمثيلية من عام 1936 حتى عام 1939؛ كانت عضوًا في مجلس الرابطة الطبية البريطانية من عام 1938 حتى عام 1943، ورئيسة فرع المقاطعات الحضرية في الرابطة الطبية البريطانية في عام 1946 وكانت أيضًا رئيسة قسم أمراض النساء والتوليد في الجمعية الملكية للطب.